# ییلدیریم
ییلدیریم (به ترکی استانبولی: Yıldırım) یک منطقهٔ مسکونی در ترکیه است که در استان بورسا واقع شده‌است.